# Sigurd Kihlstedt
Sigurd Wilhelm Kihlstedt, född 14 mars 1897 i Norrlands artilleriregementes församling i Jämtlands län, död 14 oktober 1953 i Kungsholms församling i Stockholms stad, var en svensk stadsläkare och militärläkare.

## Biografi
Kihlstedt avlade studentexamen i Stockholm 1916, medicine kandidatexamen 1920 och medicine licentiatexamen 1927. Han var bataljonsläkare vid Kronobergs regementes detalj i Karlskrona 1928–1939, tillförordnad andre stadsläkare i Karlskrona 1930–1935 samt läkare vid kommunens sinnessjukhus 1931–1939, vid Ramdala avdelning för kroniskt sjuka 1932–1939 och skolläkare och läkare i södra distriktet i Karlskrona 1935–1939. Under perioden 1930–1938 var han tjugofem månader tillförordnad förste stadsläkare och läkare vid barnbördshuset och epidemiska sjukhuset i Karlskrona. Åren 1939–1941 var han fältläkare i I. arméfördelningen och 1942–1943 i I. militärområdet. Han var arméöverläkare och chef för Fältläkarkåren från 1943 till sin död, från 1945 också järnvägsläkare. Under perioden 1949–1953 var han tidvis tillförordnad generalläkare.
Kihlstedt invaldes 1948 som ledamot av Kungliga Krigsvetenskapsakademien.